# Lélé
Lélé är ett vattendrag i Kamerun.   Det ligger i regionen Södra regionen, i den södra delen av landet, 260 km sydost om huvudstaden Yaoundé.